# Goločevac
Goločevac (en serbe cyrillique : Голочевац) est un village de Serbie situé dans la municipalité de Trgovište, district de Pčinja. Au recensement de 2011, il comptait 39 habitants.

## Démographie
| 1948 | 1953 | 1961 | 1971 | 1981 | 1991 | 2002 | 2011 |
| ---- | ---- | ---- | ---- | ---- | ---- | ---- | ---- |
| 473  | 469  | 427  | 377  | 193  | 113  | 63   | 39   |

|  |